# Paul Nahin
Paul J. Nahin (Berkeley, Califórnia, 26 de novembro de 1940) é um engenheiro e escritor estadunidense, que escreveu 18 livros sobre tópicos em física e matemática, incluindo biografias de Oliver Heaviside, George Boole e Claude Shannon, livros sobre conceitos matemáticos como a fórmula de Euler e a unidade imaginária, e diversos livros sobre físicos e filosóficos sobre viagem no tempo.

## Obras
- In Praise of Simple Physics: The Science and Mathematics behind Everyday Questions (2016)
- Inside Interesting Integrals (2014)
- Holy Sci-Fi!: Where Science Fiction and Religion Intersect (2014)[1]
- The Logician and the Engineer: How George Boole and Claude Shannon Created the Information Age (2012)
- Chases and Escapes: The Mathematics of Pursuit and Evasion (2012)
- When Least Is Best: How Mathematicians Discovered Many Clever Ways to Make Things as Small (or as Large) as Possible (2011)
- Number-Crunching: Taming Unruly Computational Problems from Mathematical Physics to Science Fiction (2011)
- Dr. Euler's Fabulous Formula: Cures Many Mathematical Ills (2011)[2]
- Time Travel: A Writer's Guide to the Real Science of Plausible Time Travel (2011)
- Mrs. Perkins's Electric Quilt: And Other Intriguing Stories of Mathematical Physics (2009)
- Time Machines: Time Travel in Physics, Metaphysics, and Science Fiction (2001)[3]
- The Science of Radio: With MATLAB and Electronics Workbench Demonstrations, 2nd Edition (2001)
- Duelling Idiots and Other Probability Puzzlers (2000)
- An Imaginary Tale: The Story of √-1 (1998)[4]
- Oliver Heaviside: Sage in Solitude : The Life, Work, and Times of an Electrical Genius of the Victorian Age (1988)[5][6][7][8]